# Santa Margarida de Montbui
Santa Margarida de Montbui ist eine katalanische Stadt in der Provinz Barcelona im Nordosten Spaniens. Sie liegt in der Comarca Anoia.